# Кантилал Л. Калани
Кантилал Л. Калани (англ. Kantilal L. Kalani; 1930—1998) — индийский философ, писатель
 и переводчик. Видный представитель гуджаратской литературы. Наиболее известен переводом Тируккурал на гуджарати .
Около 25 лет работал в Информационном агентстве США в качестве руководителя отдела гуджарати. Написал более 65 книг на гуджарати по философии и духовным знаниям. В 1971 году перевёл на гуджарати шедевр и один из самых важных текстов тамильской литературы Тируккурал, которая была издана в Бомбее.

## Избранные сочинения
- Hasatamramatam Hari Malya (1992),
- Song of the Soul (в соавт.)
- Jivansanket
- Atmabodhana
- Santa Tukarama Antarangano Asvada
- Anantarabhayo Ujasa
- Upanishadonum Acamana
- Amrtanum Acamana: Urdhva Darsana
- Brahmasukhano Anubhava
- Romaromamam Diva
- Atmadipa
- Jivanani Mavajata
- Mahabharat